# أردا توران
أردا توران (بالتركية: Arda Turan؛ المولود 30 يناير 1987) لاعب كرة قدم تركي يلعب حاليًا مع نادي غلطة سراي التركي والمنتخب التركي.
بدأ مسيرته الاحترافية في غلطة سراي ثم انتقل إلى أتلتيكو مدريد عام 2011 بثمن 13 مليون يورو. بدأ اللعب مع أتلتيكو مدريد موسم 2011–12، حتى وقع عقد مع برشلونة في 2015، مقابل 34€ مليون بالإضافة إلى 7€ مليون حوافز ثم انتقل إلى نادي إسطنبول باشاك شهير التركي على سبيل الإعارة، لمدة موسمين ونصف، مع أحقية الشراء للنادي التركي، دون الكشف عن قيمة الصفقة. وعاد مُجددًا في 2020 إلى نادي برشلونة. ثم أصبح يلعب حالياً في نادي غلطة سراي.
واعتزل الدولي التركي عام 2022 بقميص غلطة سراي، بعدما خاض أكثر من 500 مباراة في الدوري التركي والإسباني، إضافة إلى 100 مباراة دولية بقميص تركيا.

## روابط خارجية
- أردا توران على موقع IMDb (الإنجليزية)

- أردا توران على موقع الاتحاد الدولي (مؤرشف)  (الإنجليزية)
- أردا توران على موقع الاتحاد الأوربي (الإنجليزية)
- أردا توران على موقع اتحاد تركيا (لاعب) (الإنجليزية)
- أردا توران على موقع قاعدة بيانات كرة القدم.إي يو (الإنجليزية)
- أردا توران على موقع ليكيب (الفرنسية)
- أردا توران على موقع ناشيونال فوتبول تيمز (الإنجليزية)
- أردا توران على موقع Soccerbase.com (لاعب) (الإنجليزية)
- أردا توران على موقع Soccerway.com (الإنجليزية)
- أردا توران على موقع عالم كرة القدم.نت (الإنجليزية)
- أردا توران على موقع كووورة